# Бондарчук Сергій Онуфрійович
Сергі́й Ону́фрійович Бондарчу́к (1903, село Плоть, тепер Рибницького району, Придністровська Молдавська Республіка, Молдова — розстріляний 1941?) — молдавський радянський діяч, прокурор Молдавської РСР. Член ЦК КП(б) Молдавії в 1941 році. Депутат Верховної Ради Молдавської РСР 1-го скликання (в 1941 році).

## Біографія
Народився в селянській родині. Освіта початкова. Трудову діяльність розпочав у тринадцятирічному віці різноробом.
У 1923 році був призваний до Червоної армії. Потім знову служив у Червоній армії з 1926 до 1928 року.
Член ВКП(б) з 1926 року.
У 1928—1929 роках — завідувач спеціальної частини Народного комісаріату юстиції Молдавської АРСР.
У 1929—1940 роках — народний слідчий; суддя; прокурор Кам'янського району Молдавської АРСР; прокурор Григоріопольського району Молдавської АРСР; прокурор Котовського району Молдавської АРСР; заступник прокурора Молдавської АРСР.
У липні — жовтні 1940 року — прокурор міста Кишинева Молдавської РСР.
5 жовтня 1940 — липень 1941 року — прокурор Молдавської РСР.
На початку німецько-радянської війни у липні 1941 року отримав сувору догану за відсутність суворої боротьби із дезертирами. 8 вересня 1941 року виключений із ВКП(б) «за відмову від виконання спеціального завдання». 
Потрапив у полон до німецько-румунських військ та був страчений.

## Звання
- державний радник юстиції 3 класу